# Marie Bjerre
Marie Bjerre Holst, född 6 maj 1986) är en dansk advokat och politiker. Hon har suttit i Folketinget för Venstre seden 2019 och ingick i SVM-regeringen som  digitaliserings- och jämställdhetsminister från att den tillträdde i december 2022 till 23 november 2023. Hon återfick posten efter ett par veckor (7 december 2023) då Mia Wagner drog sig tillbaka av  hälsoskäl.

## Uppväxt och utbildning
Marie Bjerre är född och uppväxt i Rødkærsbro. Hon studerade vid Viborg katedralskole och tog studenten där 2005. Hon studerade sedan juridik vid Köpenhamns universitet där hon tog en cand.jur-examen  2011. Hon läste Master of Laws vid University of California, Berkeley i USA i 2015-2016.

## Privatliv
Marie Bjerre bor i Ålborg. Hon är gift och har två döttrar, födda 2018 och 2021.

## Politisk karriär
Marie Bjerre var landssekreterare i Folkeskoleelevernes Landsorganisation 2002-2003 och utbildningspolitisk sekreterare i Gymnasieelevernes Landsorganisation 2003-2004. Hon var ledare för Venstres Ungdom 2004-2005. Under perioden 2007-2009 ingick hon i Venstres Ungdoms styrelse och verkställande utskottet. Marie Bjerre var under sin studietid 2006-2007 politisk assistent för dåvarande talespersonen för Venstres folketingsgrupp, Troels Lund Poulsen. Under 2010-2012 arbetade hon som politisk assistent för Jens Rohde (Venstre/ALDE) i Europaparlamentet.
Marie Bjerre blev vald vid valet i 2019 med 8 627 personröster. Det var det sjätte högsta antalet personröster i Nordjyllands storkrets. Bjerre har varit klimatpolitisk talesperson för Venstre.
Ved valet 2022 fick hon 9 744 personröster.
Efter regeringsförhandlingerna blev hon den 15 december 2022 utnämnd till digitaliserings- och jämställdhetsminister i Regeringen Mette Frederiksen II. Hon behöll posten till 23 november 2023, då det skedde en regeringsombildning till följd av att Troels Lund Poulsen helgen innan blivit vald till partiledare för Venstre. Marie Bjerre blev 7 december 2023 återutnämnd till digitaliserings- och jämställdhetsminister efter att Mia Wagner behövde dra sig tillbaka av hälsoskäl.
Ved regeringsombildningen 29 augusti 2024 bytte Bjerre post och blev istället Europaminister.  Detta skedde kort efter att Marie Bjerre som jämställdhetsminister hamnat i blåsväder på grund ett uttalanden om könsidentitet i en artikel i Jyllands-Posten inför Copenhagen Pride 2024. Uttalandena i artikeln kritiserades hårt av bland andra Susanne Branner, sekretariatschef på LGBT+ Danmark. Branner kallade det ett ”slag i magen” och ett ”stort förtroendebrott” med märklig timing från jämställdhetsministern.

## Arbetskarriär
Marie Bjerre arbetade som advokat 2012–2016 vid Gorrissen Federspiel och 2016–2018 vid STORM Advokatfirma i Ålborg.